# The Colombian XXX
The Colombian XXX ist ein US-amerikanischer Pornospielfilm des Regisseurs Ralph Long aus dem Jahr 2015 mit Isabella De Santos in der Hauptrolle.

## Handlung
Der Film zeigt Isabella de Santos in der Titelrolle als Gangsterboss. De Santos ist halb Kolumbianerin und Peruanerin und wuchs teilweise in Kolumbien und Miami auf, wo sie ihr Abitur machte. Sie ist im reinen kolumbianischen Zuckerhandel tätig und ihr Zucker wird in den USA verunreinigt. Also kommt sie in die USA, um ihr Produkt zu reparieren. Van Wylde spielt den Zuckerhändler in Los Angeles, den de Santos’ Charakter trifft. Allie Haze spielt zusammen mit Jessica Jaymes Undercover-Cops.

## Szenen
- Scene 1: Nadia Ali, Ralph Long
- Scene 2: Allie Haze, Eric Masterson
- Scene 3: Isabella DeSantos, Van Wylde
- Scene 4: Jessica Jaymes, Van Wylde

## Fortsetzung
- Im Jahr 2016 veröffentlichte das Studio den Film Hunt For El Longito Treasure, The: The Colombian 2. Darsteller im zweiten Teil sind Abigail Mac, Nina Elle, Valerie Kay, Reena Sky, Gabby Quinteros und Jessica Jaymes.

## Nominierungen
- 2016: AVN Awards - Best Drama